# Ал-Акса
„Ал-Акса“ (на арабски: المسجد الاقصى), е джамия на Храмовия хълм в град Йерусалим, Израел, третият по святост мюсюлмански храм след тези в Мека и Медина. Спомената е в Корана (17:1–4) като мястото, до което съгласно традицията около година преди хиджра Мохамед бил пренесен от Мека на гърба на Бурак по време на неговото нощно пътешествие и възнасяне на небесата:с. 129.
„Ал-Акса“ е действаща джамия, администрирана от мюсюлмански вакъф. Израелските власти осигуряват сигурен и спокоен достъп до свещените места на трите основни монотеистични религии.
Често джамията „Ал-Акса“ се бърка с близкото мюсюлманско светилище Купол на Скалата (Куббат ас-Сахра).